# Gimme Some Neck
Gimme Some Neck är Ronnie Woods tredje soloalbum, utgivet 1979 av skivbolaget Columbia Records. För att turnera i USA till stöd för albumet bildade Wood bandet The New Barbarians med medlemmarna Keith Richards, Ian McLagan, Stanley Clarke, Ziggy Modeliste och Bobby Keys. Landover-konserten från denna turné spelades in och släpptes som Buried Alive: Live in Maryland 2006.

## Låtlista
Sida 1
1. "Worry No More" (Jerry Lynn Williams) – 2:34
2. "Breakin' My Heart" – 4:17
3. "Delia" (Traditional) – 0:42
4. "Buried Alive" – 3:37
5. "Come to Realise" – 3:52
6. "Infekshun" – 4:03

Sida 2
1. "Seven Days" (Bob Dylan) – 4:10
2. "We All Get Old" – 4:09
3. "F.U.C. Her" – 3:15
4. "Lost and Lonely" – 4:14
5. "Don't Worry" – 3:26

- Om inte annat anges är låtarna skrivna av Ronnie Wood.

## Medverkande
Musiker
- Ronnie Wood – sång, gitarr, pedal steel guitar, basgitarr
- Mick Jagger – bakgrundssång
- Keith Richards – gitarr, bakgrundssång
- Dave Mason – gitarr
- Robert "Pops" Popwell – basgitarr
- Charlie Watts – trummor
- Jim Keltner – percussion
- Mick Fleetwood – trummor (på "Seven Days")
- Ian McLagan – keyboard
- Swamp Dogg aka Jerry Williams – piano, bakgrundssång
- Harry Phillips – piano
- Bobby Keys – tenorsaxofon (på "Don't Worry")
- Jon Lind – bakgrundssång

Produktion
- Roy Thomas Baker – musikproducent
- Geoff Workman – ljudtekniker
- Tony Lane – omslagsdesign
- Ronnie Wood – omslagskonst